# Alkalihalogenide
Een alkalihalogenide is een chemische verbinding die gevormd wordt door de reactie tussen een element uit de eerste groep van het periodiek systeem (een alkalimetaal) met een element uit groep zeven van het periodiek systeem (een halogeen). Voorbeelden zijn lithiumfluoride (LiF) en rubidiumjodide (RbI). Gewoon keukenzout (NaCl) is het bekendste en meest voorkomende alkalihalogenide. Het mineraal staat ook bekend onder de naam haliet.
Van de radioactieve elementen francium en astaat zijn geen alkalihalogeenverbindingen bekend, met uitzondering van natriumastide.
|               |         | Alkalimetaal | Alkalimetaal | Alkalimetaal | Alkalimetaal | Alkalimetaal | Alkalimetaal |
| Lithium       | Natrium | Kalium       | Rubidium     | Cesium       | Francium     |              |              |
| ------------- | ------- | ------------ | ------------ | ------------ | ------------ | ------------ | ------------ |
| H a l o g e n | Fluor   | LiF          | NaF          | KF           | RbF          | CsF          | -            |
| H a l o g e n | Chloor  | LiCl         | NaCl         | KCl          | RbCl         | CsCl         | -            |
| H a l o g e n | Broom   | LiBr         | NaBr         | KBr          | RbBr         | CsBr         | -            |
| H a l o g e n | Jodium  | LiI          | NaI          | KI           | RbI          | CsI          | -            |
| H a l o g e n | Astaat  | -            | NaAt         | -            | -            | -            | -            |

Alkalihalogeniden zijn bij standaardomstandigheden en in droge toestand, witte of doorschijnende kristallijne stoffen. De kristalstructuur is kubisch. Ze zijn over het algemeen vochtaantrekkend; hygroscopische alkalihalogeniden zoals lithiumbromide en lithiumchloride zijn daarom geschikt als droogmiddel.
Kristallen van alkalihalogeniden worden ook gebruikt in optische elementen. Cesiumhalogeniden (cesiumfluoride, cesiumbromide en cesiumjodide) zijn transparant in infrarood en worden daarom onder meer toegepast in infraroodspectroscopie. Ze hebben als nadeel dat ze gevoelig zijn voor vocht, waardoor hun optische kwaliteit vermindert; en ze zijn vrij breekbaar. Om dit te vermijden kan men ze beschermen met een lichtdoorlatende, waterafstotende en mechanisch sterke coating.